# Oberste Nationale Sportkommission für den Automobilsport in Deutschland
Die Oberste Nationale Sportkommission für den Automobilsport in Deutschland GmbH (ONS) (später: Deutsche Motor Sport Wirtschaftsdienst GmbH – DMSW) war ein Unternehmen in Form einer Gesellschaft mit beschränkter Haftung, das bereits 1926 gegründet wurde, von 1949 bis 1997 Mitglied der Fédération Internationale de l’Automobile war und als solches auch offizieller Vertreter der FIA für den Automobilsport in Deutschland gewesen ist – ein sogenannter Autorité Sportive Nationale der FIA (ASN), sowie von 1998 bis 2023 als Dienstleistungsgesellschaft im Motorsport für den Deutschen Motor Sport Bund e. V. (DMSB) tätig war.

## Geschichte
Die ONS wurde 1926 als deutscher Dachverband für den Automobilsport vom Automobilclub von Deutschland e. V. (AvD) und vom Allgemeinen Deutschen Automobilclub e. V. (ADAC) gegründet, die auch gleichzeitig die Gesellschafter des Unternehmens waren. Der AvD als Gründungsmitglied der Association Internationale des Automobile Clubs Reconnus (AIACR), die 1946 in Fédération Internationale de l’Automobile (FIA) umbenannt worden ist, verzichtete damals zugunsten der ONS auf seine Status als FIA-ASN für Deutschland.
Im Zuge der Gleichschaltung durch die Nationalsozialisten im Dritten Reich wurde die ONS ab 1933 unter dem Dach des Nationalsozialistischen Kraftfahrkorps (NSKK) fortgeführt. Ab 1934 wurde zudem der NSKK-Korpsführer, Adolf Hühnlein, auch zum Präsidenten der ONS berufen.
In einem Motorsportabkommen verpflichteten sich die Treibstoff- und Ölgesellschaften Ende 1933 der ONS jährlich 150.000 Reichsmark, als Zusatzprämie für erfolgreiche deutsche Fahrer zu spenden.
Mit dem Kontrollratsgesetz Nr. 2 (Auflösung und Liquidierung der Naziorganisationen) vom 10. Oktober 1945 wurde das NSKK und damit auch die ONS durch den Alliierten Kontrollrat verboten und deren Eigentum beschlagnahmt.
Ende 1949 wurde die ONS erneut ins Leben gerufen, nachdem für die Bundesrepublik Deutschland durch Artikel 2 des Gesetzes Nr. 16 der Alliierten Hohen Kommission vom 16. Dezember 1949 des Kontrollratsgesetz Nr. 2 außer Wirkung gesetzt wurde.
Am 8. Juni 1997 wurde mit dem Deutschen Motor Sport Bund e. V. (DMSB) erstmals ein gemeinnütziger Verein gegründet, der seit dem 1. Januar 1998 die bisherigen Tätigkeiten der ONS GmbH in den internationalen Motorsportverbänden FIA, FIM und FIM-Europe wahrnimmt.
Am 31. März 1998 wurde die ONS GmbH in Deutsche Motor Sport Wirtschaftsdienst GmbH (DMSW) umbenannt und fungierte fortan auf der Grundlage eines Dienstleistungsvertrages nur noch als Vermarktungs- und Service-Gesellschaft des DMSB sowie als Dienstleister für den DMSB, vor allem im Profisport und in der Verwertung von dessen TV- und Serienrechten tätig sowie als Verlag für dessen Druckerzeugnisse und als Verantwortliche für dessen digitale Dienste, Internetauftritte und Onlineportale.
Am 6. Juli 1998 ging auch die Obersten Motorradsport-Kommission (OMK GbR), die deshalb eigens in eine Offene Handelsgesellschaft (OHG) umgewandelt werden musste, durch einen Verschmelzungsvertrag in die DMSW auf.
Am 31. Dezember 2023 stellt die DMSW/ONS nach 97 Jahren ihre betriebliche Tätigkeit ein und wird geschlossen, da der DMSB den seit 1998 bestehenden Dienstleistungsvertrag mit ihr kündigte.

## Tätigkeiten und Struktur
Vielfach wurde die ONS GmbH auch fälschlicherweise als „nationale Sportbehörde“ oder „nationale Sporthoheit“ bezeichnet, diese Bezeichnungen sind jedoch beide falsch. Wie das OLG Düsseldorf am 2. Juni 2022 unter AZ I-20 U 293/20 (siehe: Rn 64) feststellte, sind weder die ONS noch der DMSB jemals „als beliehene Unternehmer tätig geworden, denn ihnen sind keine hoheitlichen Befugnisse übertragen worden.“ Die ONS nutzte diese rechtlich-falschen Bezeichnungen sogar selbst in Bezug auf sich.
Die ONS, die jedoch nie ein Verein im Sinne des BGB gewesen ist, war von 1949 bis 1997 für die Ausstellung von Lizenzen an Sportfahrer und Sportwarte im Automobilmotorsport, die Genehmigung von Motorsportveranstaltungen, die Ausschreibung von Meisterschaften im Automobilsport, die Erstellung und Pflege ihrer sportlichem und technischem Reglements sowie deren sportrechtlicher Durchsetzung unter ihrem Dach zuständig. Sie war dabei jedoch ähnlich einem Sportverband, z. B. durch eine Sportgerichtsbarkeit, tätig und organisiert.
Das Stammkapital der DMSW betrug zuletzt 205.000,- €, wobei 132.940,00 € davon der ADAC (entspricht rund 65 Prozent der Geschäftsanteile) und übrigens 72.060,00 € der AvD trugen.
AvD und ADAC waren bis zur Schließung der ONS GmbH bzw. DMSW GmbH die einzigen beiden Gesellschafter des Unternehmens.

## Präsidenten und Geschäftsführer
Präsidenten der ONS:
- 1926 bis 1933: Konsul C.-O. Fritsch
- 1934 bis Juni 1942: Adolf Hühnlein
- Juni 1942 bis Mai 1945: Erwin Kraus
- Dezember 1949 bis April 1950: Walter Gladisch
- Juli 1950 bis März 1951: Georg Zettritz
- August 1951 bis Mai 1952: Arnold Freiherr Gedult von Jungenfeld
- Mai 1952 bis Februar 1955: Paul de Bruyn
- Februar 1955 bis September 1958: Carl Max Graf von und zu Sandizell
- Oktober 1958 bis Juni 1959: Professor Robert Eberan von Eberhorst
- Februar 1960 bis August 1960: Carl Max Graf von und zu Sandizell
- August 1960 bis Januar 1975: Hans-Joachim Bernet
- 1975–1980: Fritz Huschke von Hanstein (AvD) und Joachim Springer (ADAC) als Vizepräsidenten
- 1981: Fritz Huschke von Hanstein und Joachim Springer
- 1982 bis 1987: Fritz Huschke von Hanstein und Wilhelm Lyding (ADAC)
- 1988: ?
- 1989 bis 1994: Rolf Moll (AvD) und Wilhelm Lyding
- 1995: Rolf Moll
- 1996 bis 1997: Wilhelm Lyding

Das Amt des Präsidenten wurde ab 1975 bis 1997, durch einen entsprechenden Gesellschaftervertrag, jeweils von einem AvD- oder einem ADAC-Vertreter bekleidet. Ebenso das Amt des Vizepräsidenten.
Geschäftsführer der ONS/DMSW:
- Juli 1975 bis Oktober 1976: Sigismund von Kahlen und Franz Maywald
- Oktober 1976 bis März 1985: Sigismund von Kahlen
- März 1985 bis Januar 2000: Günter Krampe
- Januar 2000 bis Juni 2001: Detlef Kramp
- Juni 2001 bis Dezember 2007: Dr. Michael Engel
- Dezember 2007 bis August 2012: Christian Schacht und Michael Steiner
- August 2012 bis Juli 2021: Christian Schacht
- Juli 2021 bis Dezember 2023: Sandra Deckert

Der/die Geschäftsführer wurde ab 1975 bis 2023 durch die Gesellschafterversammlung berufen und abberufen.

## Großer ONS-Pokal
Als höchste Ehrung im deutschen Automobilsport verlieh die ONS ab 1959 bis einschließlich 1997 den Großen ONS-Pokal für hervorragende Leistungen im jeweiligen Kalenderjahr.
- Edgar Barth, 1959, 1963, 1964 (dreimaliger Europa-Bergmeister)
- Hans Herrmann, 1960, 1970
- Hans J. Walter, 1961
- Eugen Böhringer, 1962 (Rallye-Europameister)
- Gerhard Mitter, 1965, 1966 bis 1968 (Dreimaliger Europa-Bergmeister)
- Joseph Greger, 1969 (Europa-Bergmeister der GT Klasse)
- Dieter Glemser, 1971
- Jochen Mass, 1972, 1973 (Formel-2-Vize-Europameister), 1976, 1984
- Walter Röhrl, 1974 (Rallye-Europameister), 1980 und 1982 (Rallye-Weltmeister zusammen mit Beifahrer Christian Geistdörfer)
- Jochen Berger, 1974
- Hans Heyer, 1975 (DRM-Meister)
- Rolf Stommelen, 1977 (DRM-Meister)
- Joachim Kleint, 1979 (Rallye-Europameister zusammen mit Beifahrer Gunter Wanger)
- Klaus Ludwig, 1981 (DRM-Meister), 1987
- Bob Wollek, 1983 (DRM-Meister)
- Stefan Bellof, 1984 (Sportwagen-Weltmeister, DRM-Meister)
- Hans-Joachim Stuck, 1985 (Sportwagen-Weltmeister), 1986
- Klaus Niedzwiedz, 1987
- Michael Schumacher, 1992, 1994 und 1995 (Formel-1-Weltmeister)
- Manuel Reuter, 1996 (ITC-Meister)
- Bernd Schneider, 1997 (FIA-GT1-Meister)